# Лейкохлоридій парадоксальний
Лейкохлоридій парадоксальний (Leucochloridium paradoxum) — вид паразитичних плоских червів з класу дігенетичних сисунів, що отримав назву через незвичайності свого циклу розвитку. Паразитує в кишечнику деяких видів горобцевих, використовуючи черевоногих як проміжного хазяїна.

## Опис

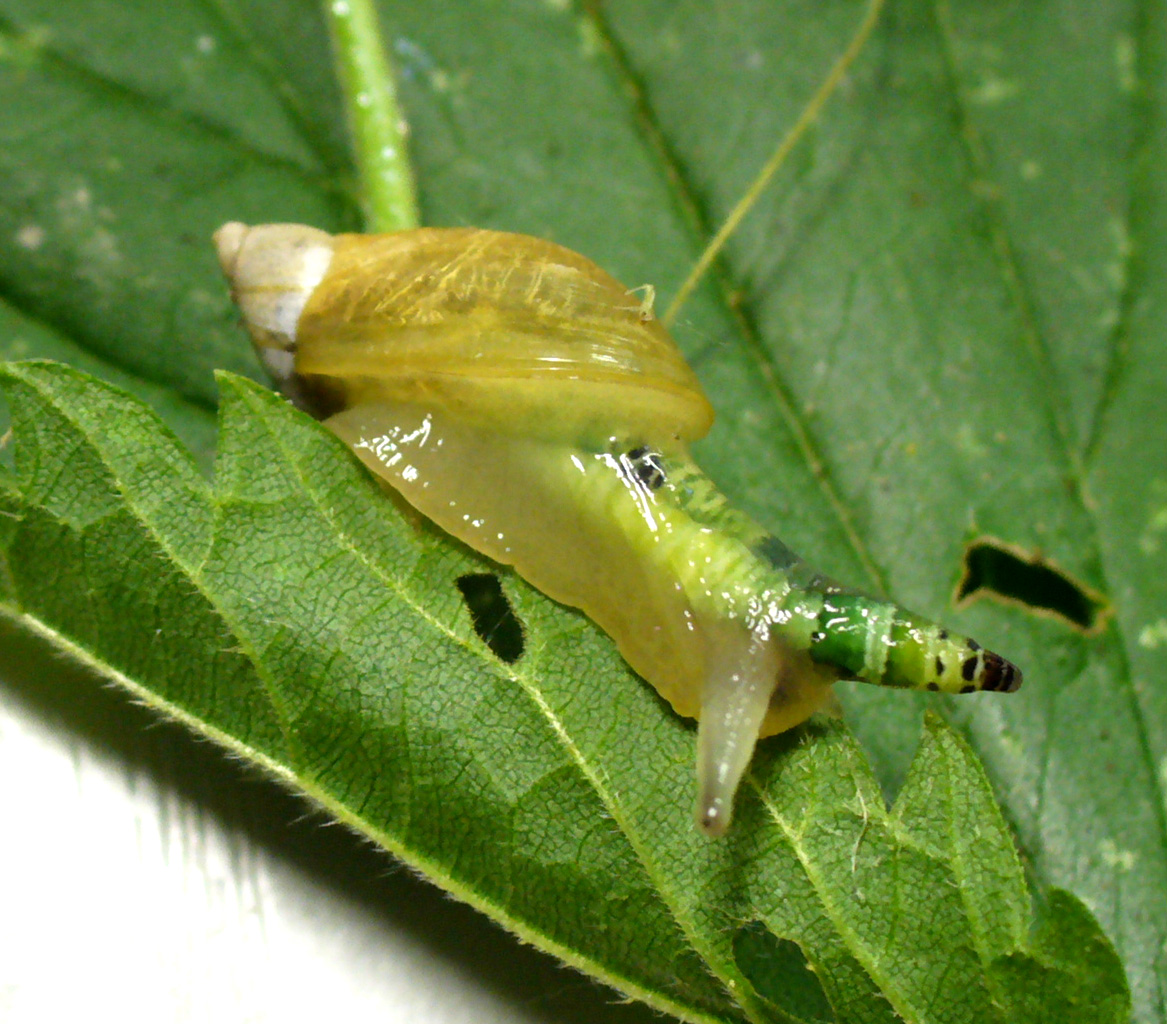
Равлик з паразитом

Довжина дорослого лейкохлоридія до 2 мм, ширина до 1 мм. Доросла форма мешкає в кишечнику деяких горобиних птахів, прикріплюючись до тіла господаря ротовими і черевними присосками. Яйця з послідом птахів потрапляють на траву, де їх повинен проковтнути проміжний хазяїн паразита — равлика Бурштинівки звичайної. У тілі равлика з яєць розвивається личинка — мірацидій, що перетворюється потім у спороцисту. Усередині спороцисти виникають дрібні личинки, що нагадують дорослого черва. Спороциста збільшується в розмірах, утворюючи вирости, які поширюються по тілу равлика. Коли один з виростів спороцисти потрапляє в щупальце равлика, він збільшується в діаметрі і стає яскраво-зеленим. На вирості з'являються темні круги, а на його кінці — плями. У такому вигляді він добре помітний зовні крізь шкірний покрив равлика. Виріст починає здійснювати часті посмикування. Завдяки зовнішньому вигляду і руху він стає схожим на гусеницю якого-небудь метелика. Через таку подібність він привертає увагу птахів, що проковтують «гусеницю». Так паразит потрапляє в основного господаря. Щупальце ж равлика, відірване птахом, регенерує і туди проникає новий виріст спороцисти.